# Крадіжка електроенергії

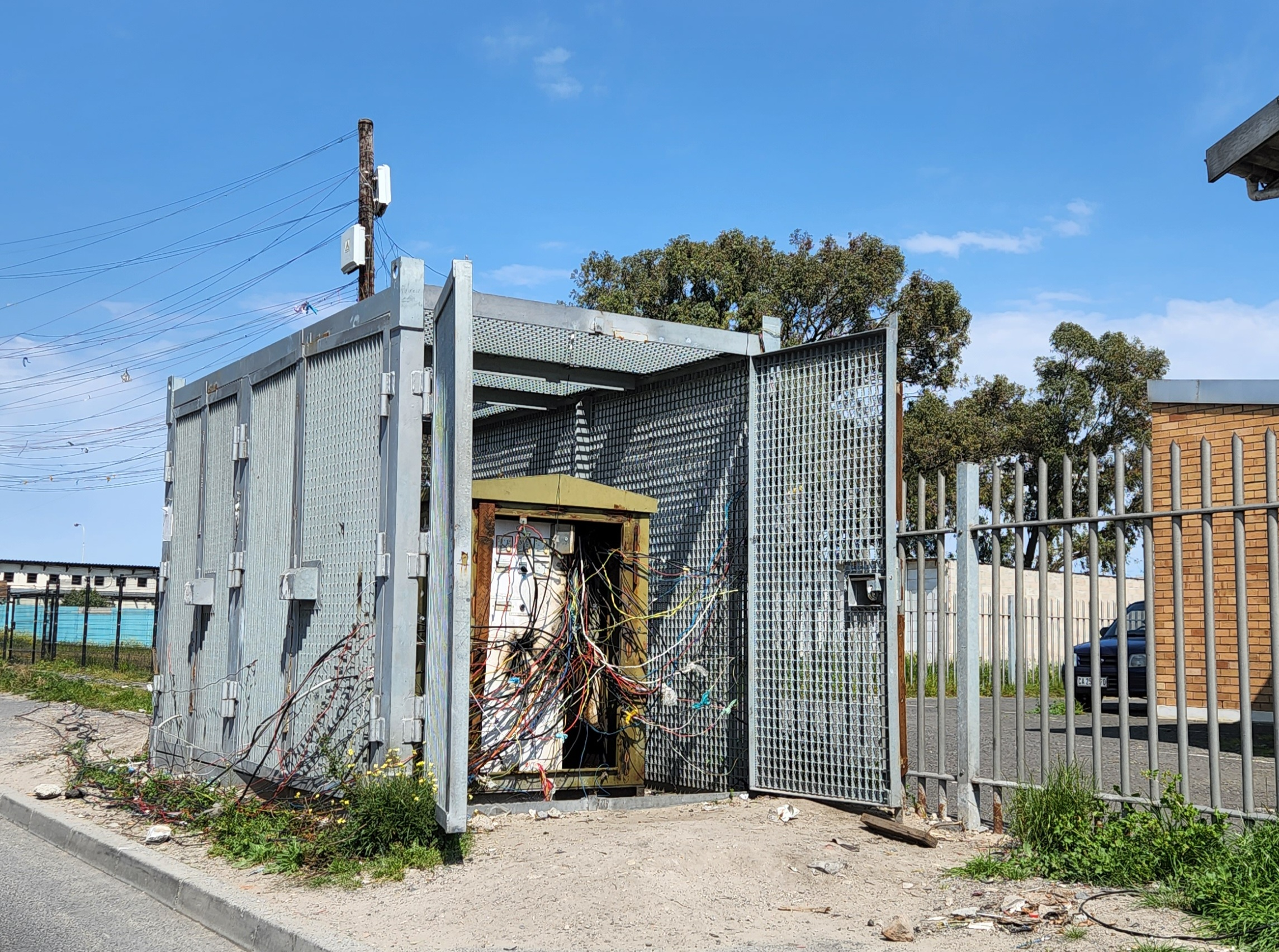
Кейптаун, ПАР, 2022. Розподільний щит зламано для незаконного приєднання до електромережі.

Крадіжка електроенергії — злочинна діяльність спрямована на розкрадання електроенергії. Вчинки стосовно злодійств з 

електроенергією майже такі ж давні, як і виникнення розподілу електроенергії. Крадіжки електроенергії здійснюються за допомогою різноманітних засобів, від таких кустарних способів, як пряме приєднання до лінії електропередавання, до незаконних дій з комп’ютеризованими електролічильниками. Крадіжки електроенергії найпоширеніші в країнах що розвиваються, де електромережі постачають невідповідну та ненадійну електроенергію. Загальна вартість крадіжок електроенергії по світу, оцінюється в 96 мільярдів доларів щороку. Деякі покарання за такий злочин, передбачають штрафи та навіть позбавлення волі. Втрати електроенергії, спричинені крадіжками, визнаються як нетехнічні втрати.
«Це питання в розмірі 96 мільярдів доларів, не лише призводить до підвищення цін для платоспроможних споживачів і значних державних субсидій, але й до розхитування громадської безпеки в деяких країнах з небезпечними незаконними приєднаннями до електричних мереж. У багатьох країнах, високі нетехнічні втрати загрожують фінансовій стійкості електричних компаній».

## Історія
Подейкують, ніби ще 27 березня 1886 року з'явилося повідомлення, що незаконне втручання в електромережу, було здійснено недобросовісними особами, які приєдналися до Edison Electricity у Нью-Йорку. Керівник електростанції начебто послав стрибок напруги в лінію, щоби спалити або знищити сторонні предмети, які порушили лінію.

### Законодавче становлення
Кримінальне правопорушення за крадіжки електроенергії, виникло наприклад в Німеччині, після того коли під час електрифікації, сталася юридична суперечність щодо того, чи є електрика питанням у розумінні пункту про крадіжку (§ 242 StGB). Хоча касаційний суд Франції підтвердив це, Верховний суд Німеччини двічі постановив, що це не так. Виникла прогалина у кримінальній відповідальності, була усунена законодавцем 9 квітня 1900 року, коли він створив окремий кримінальний злочин за розкрадання електричної енергії разом із законом, що стосується покарання за порушення стосовно електричної роботи. Цей факт був внесений до сучасного Кримінального кодексу з 3-ю поправкою до кримінального законодавства від 4 серпня 1953 року. З 26 січня 1998 року положення про домашні та сімейні крадіжки і крадіжки малоцінних предметів, у Німеччині також застосовуються до крадіжок електроенергії так само, як і до інших крадіжок (§ 248c, параграф 3 StGB). «Чужа електроенергія» за змістом статті 248c Кримінального кодексу – це електрична енергія, якою злочинець не має права користуватися.
§ 248c, пункт 4 StGB містить привілей у разі, якщо існує просто намір завдати шкоди замість привласнення електроенергії. З систематичної позиції відповідно до пунктів 3 і 4, які стосуються винятково основного правопорушення, випливає, що в такому випадку замах не карається (абзац 4 речення 2). Однак насправді це правило рідко застосовується.
У НДР після скасування закону 1900 року неправомірний відбір електроенергії, вважався розкраданням соціалістичної власності.

## Різновиди
Існують різні види крадіжок електроенергії, зокрема самовільне приєднання до лінії, або обхід лічильника електроенергії. Згідно з дослідженням, 80% крадіжок на Землі, відбувається в приватних помешканнях і 20% у комерційних та промислових приміщеннях. Різноманітні види крадіжок електроенергії охоплюють:
- Примусове відкривання коробки живлення електричної мережі, щоби отримати незаконний доступ до електроенергії шляхом прямого під'єднання до лінії.

Метод, відомий як «накидання кабелю», є найбільш використовуваним способом. 80% загальних крадіжок електроенергії, відбувається шляхом прямого живлення від лінії. Споживач вмикається до лінії електропередач з точки перед лічильником енергії. Таке споживання енергії не вимірюється, та забезпечується за допомогою вимикачів або без них. Це може спричинити серйозне ураження електричним струмом або пожежу.
- Обхід лічильника електроенергії

За такого способу,  вхідний та вихідний затискачі лічильника електроенергії з’єднані мостом, запобігаючи обліку енергії лічильником.
- Введення стороннього предмета в лічильник електроенергії

Лічильниками можна керувати за допомогою пульта дистанційного керування шляхом встановлення схеми всередині лічильника, щоби лічильник можна було сповільнити в будь-який час. Така переробка приладу обліку, може уникнути спроб зовнішнього огляду, оскільки покази лічильника завжди правильні, якщо не увімкнено пульт дистанційного керування.
- Фізичний вплив

Такий вид втручання проводиться щодо електромеханічних лічильників з поворотним диском. Сторонні предмети розміщені всередині приладу, щоби перешкоджати вільному руху диска. Диск, що обертається повільніше, означає менше споживання енергії.
- Вплив на електронний лічильник електростатичним розрядом

Злам пристрою електростатичним розрядом, здійснюється на електронному лічильнику, щоб завдати йому прихованого або постійного пошкодження. Виявлення може бути виконано правильно, лише у лічильниках високого класу захисту.

## Виявлення
Було запропоновано низку підходів для виявлення крадіжок електроенергії. Переважним напрямком досліджень і розробок, є використання штучного інтелекту, зокрема методів машинного навчання, для виявлення споживачів, які крадуть електроенергію.

## За країною
Відповідно до щорічного дослідження Emerging Markets Smart Grid: Outlook 2015, проведеного Northeast Group, LLC, світ щорічно втрачає 89,3 мільярда доларів США через крадіжки електроенергії. Найбільші втрати зазнали тоді Індія (16,2 мільярда доларів), за нею йдуть Бразилія (10,5 мільярда доларів) і Російська Федерація (5,1 мільярда доларів).

### Бразилія
Бразилія є найбільшим споживачем енергії Південної Америки, на яку припадає близько 36% загального споживання енергії. Частота крадіжок електроенергії становить приблизно 15%, а на півночі країни, вона перевищує 50%. Крадіжка електроенергії коштувала 6,5 мільярда бразильських реалів (приблизно 1,15 мільярда євро) лише 2020 року.

### Індія
Президент Northeast Group Бен Гарднер наголосив: «Індія втрачає більше грошей через крадіжки, ніж будь-яка інша країна світу. Тільки штат Махараштра, разом з Мумбаєм, втрачає 2,8 мільярда доларів на рік, тобто більше, ніж усі країни світу, крім восьми. Загальні втрати в передаванні та розподілі, наближаються до 23%, а втрати в деяких штатах перевищують 50%».

### Туреччина
У Туреччині крадіжка електроенергії зосереджена здебільшого в регіонах Південно-Східної та Східної Анатолії, тоді як в Егейському регіоні вона поширена найнижче. Компанії Dicle і Van Gölü були найбільш постраждалими постачальниками електроенергії в країні. 2020 року, провінції Мардін (72,7%), Ширнак (70,9%) і Діярбакир (65,4%) споживали найбільше вкраденої електроенергії. Натомість Денізлі (1,3%) має найнижчий рівень розповсюдження серед турецьких провінцій, щодо розкрадань електроенергії.
Вартість крадіжки електроенергії відшкодовується на національному рівні, де користувачі в кожній провінції, сплачують однакову суму податку на крадіжку електроенергії, незалежно від поширеності розкрадань у відповідній провінції. З 2013 року були спроби регіоналізувати податок на крадіжки, але вони не були впроваджені. Національну систему оподаткування планується продовжити до кінця 2025 року.

### Україна
В Україні, правопорушення в електроенергетиці, тягне за собою встановлену законодавством держави цивільну, адміністративну та кримінальну відповідальність, відповідно до ст. 27 Закону України «Про електроенергетику» від 16 жовтня 1997 р. № 575/97-ВР. У разі-ж, якщо споживач сам виявив, наприклад, недоліки в роботі власного приладу обліку електричної енергії, або відсутність пломб і письмово повідомив про це енергозбут за місцем проживання, то жоден акт з подальшим нарахуванням або навіть вимкненням, людині не загрожує.
Згідно ст. 188 Кримінального кодексу України, крадіжка електричної енергії шляхом самовільного використання без приладів обліку (якщо застосування приладів обліку обов’язкове) дорівнює штрафу від 100 до 200 неоподаткованих мінімумів доходів громадян. А дії, що спричинюють зміну показів засобів вимірювальної техніки (використання постійних магнітів, високочастотних генераторів тощо), зокрема умисне пошкодження приладів обліку в будь-який інший спосіб, неминуче призведуть і до кримінальної відповідальності за розкрадання електроенергії та виправних робіт строком до 2 років.
Понад 10 мільйонів гривень (прибл. 250 тис. дол), склали збитки від крадіжок електроенергії, лише на Чернігівщині, протягом 2022 року.

## У масовій культурі
Katiyabaaz (Безсилий), індійський документальний фільм 2014 року, присвячений питанням крадіжок електроенергії в місті Канпур, Уттар-Прадеш.